# Peyton Watson
Peyton Tyler Watson, né le 11 septembre 2002 à Beverly Hills en Californie, est un joueur américain de basket-ball. Il évolue au poste d'ailier voire d'ailier fort.

## Biographie

### Carrière universitaire
Entre 2021 et 2022, il joue pour les Bruins à l'université de Californie à Los Angeles.

### Carrière professionnelle
Lors de la draft 2022, Peyton Watson est choisi en 30e position par le Thunder d'Oklahoma City puis transféré vers les Nuggets de Denver.

## Statistiques

### Universitaires
| Saison    | Équipe   | Matchs | Titul. | Min./m | % Tir | % 3pts | % LF | Rbds/m. | Pass/m. | Int/m. | Ctr/m. | Pts/m. |
| --------- | -------- | ------ | ------ | ------ | ----- | ------ | ---- | ------- | ------- | ------ | ------ | ------ |
| 2021-2022 | UCLA     | 32     | 0      | 12,7   | 32,2  | 22,6   | 68,8 | 2,88    | 0,81    | 0,59   | 0,59   | 3,28   |
| Carrière  | Carrière | 32     | 0      | 12,7   | 32,2  | 22,6   | 68,8 | 2,88    | 0,81    | 0,59   | 0,59   | 3,28   |

### Professionnelles

#### Saison régulière
| Champion NBA |

| Saison    | Équipe   | Matchs | Titul. | Min./m | % Tir | % 3pts | % LF | Rbds/m. | Pass/m. | Int/m. | Ctr/m. | Pts/m. |
| --------- | -------- | ------ | ------ | ------ | ----- | ------ | ---- | ------- | ------- | ------ | ------ | ------ |
| 2022-2023 | Denver   | 23     | 2      | 8,1    | 49,2  | 42,9   | 55,0 | 1,61    | 0,48    | 0,09   | 0,48   | 3,26   |
| Carrière  | Carrière | 23     | 2      | 8,1    | 49,2  | 42,9   | 55,0 | 1,61    | 0,48    | 0,09   | 0,48   | 3,26   |

Mise à jour le 14 septembre 2023

#### Playoffs
| Saison   | Équipe   | Matchs | Titul. | Min./m | % Tir | % 3pts | % LF | Rbds/m. | Pass/m. | Int/m. | Ctr/m. | Pts/m. |
| -------- | -------- | ------ | ------ | ------ | ----- | ------ | ---- | ------- | ------- | ------ | ------ | ------ |
| 2023     | Denver   | 5      | 0      | 2,7    | 40,0  | 50,0   | 0,0  | 0,80    | 0,20    | 0,00   | 0,20   | 1,00   |
| Carrière | Carrière | 5      | 0      | 2,7    | 40,0  | 50,0   | 0,0  | 0,80    | 0,20    | 0,00   | 0,20   | 1,00   |

## Records sur une rencontre en NBA
Les records personnels de Peyton Watson en NBA sont les suivants, :
| Type de statistique        | Saison régulière | Saison régulière          | Saison régulière | Playoffs | Playoffs                | Playoffs      |
| Type de statistique        | Record           | Adversaire                | Date             | Record   | Adversaire              | Date          |
| -------------------------- | ---------------- | ------------------------- | ---------------- | -------- | ----------------------- | ------------- |
| Points                     | 24               | Bulls de Chicago          | 24 mars 2025     | 8        | Lakers de Los Angeles   | 20 avril 2024 |
| Paniers marqués            | 8                | 2 fois                    | 2 fois           | 3        | Lakers de Los Angeles   | 20 avril 2024 |
| Paniers tentés             | 14               | Grizzlies de Memphis      | 28 décembre 2023 | 6        | Lakers de Los Angeles   | 20 avril 2024 |
| Paniers à 3 points réussis | 4                | 3 fois                    | 3 fois           | 2        | Lakers de Los Angeles   | 20 avril 2024 |
| Paniers à 3 points tentés  | 10               | Grizzlies de Memphis      | 28 décembre 2023 | 4        | Lakers de Los Angeles   | 20 avril 2024 |
| Lancers francs réussis     | 7                | Raptors de Toronto        | 4 novembre 2024  | 2        | @ Lakers de Los Angeles | 27 avril 2024 |
| Lancers francs tentés      | 9                | Raptors de Toronto        | 4 novembre 2024  | 2        | 3 fois                  | 3 fois        |
| Rebonds offensifs          | 3                | 6 fois                    | 6 fois           | 1        | 3 fois                  | 3 fois        |
| Rebonds défensifs          | 9                | @ Jazz de l'Utah          | 9 avril 2024     | 4        | 2 fois                  | 2 fois        |
| Rebonds totaux             | 9                | 2 fois                    | 2 fois           | 4        | 2 fois                  | 2 fois        |
| Passes décisives           | 5                | 3 fois                    | 3 fois           | 2        | Lakers de Los Angeles   | 22 avril 2024 |
| Interceptions              | 3                | 2 fois                    | 2 fois           | -        | -                       | -             |
| Contres                    | 6                | Timberwolves du Minnesota | 10 avril 2024    | 2        | 2 fois                  | 2 fois        |
| Balles perdues             | 5                | Nets de Brooklyn          | 10 janvier 2025  | 2        | Lakers de Los Angeles   | 20 avril 2024 |
| Minutes jouées             | 39               | Mavericks de Dallas       | 22 novembre 2024 | 16       | @ Lakers de Los Angeles | 27 avril 2024 |

- Double-double : 0
- Triple-double : 0

Dernière mise à jour : 24 mars 2025

## Palmarès

### Professionnel
- Champion NBA en 2023 avec les Nuggets de Denver
- Champion de la Conférence Ouest en 2023 avec les Nuggets de Denver

### Amateur
- McDonald's All-American (2021)
- Jordan Brand Classic (2021)
- Nike Hoop Summit (2021)

### Sélection nationale
- Champion du monde U19 en 2021